# Trânsito da Terra em Marte

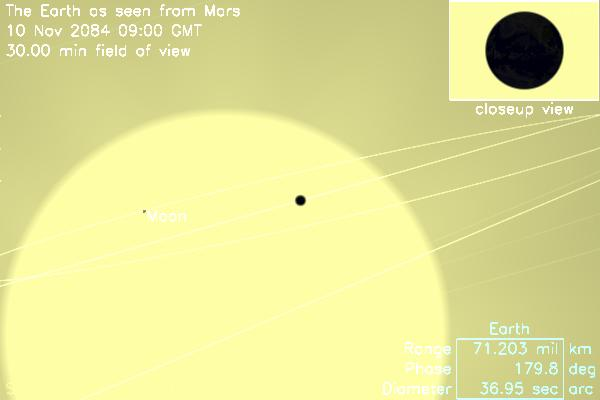
Terra e Lua transitando o Sol em 2084, visto de Marte. Imagem criada utilizando o JPL Solar System Simulator.

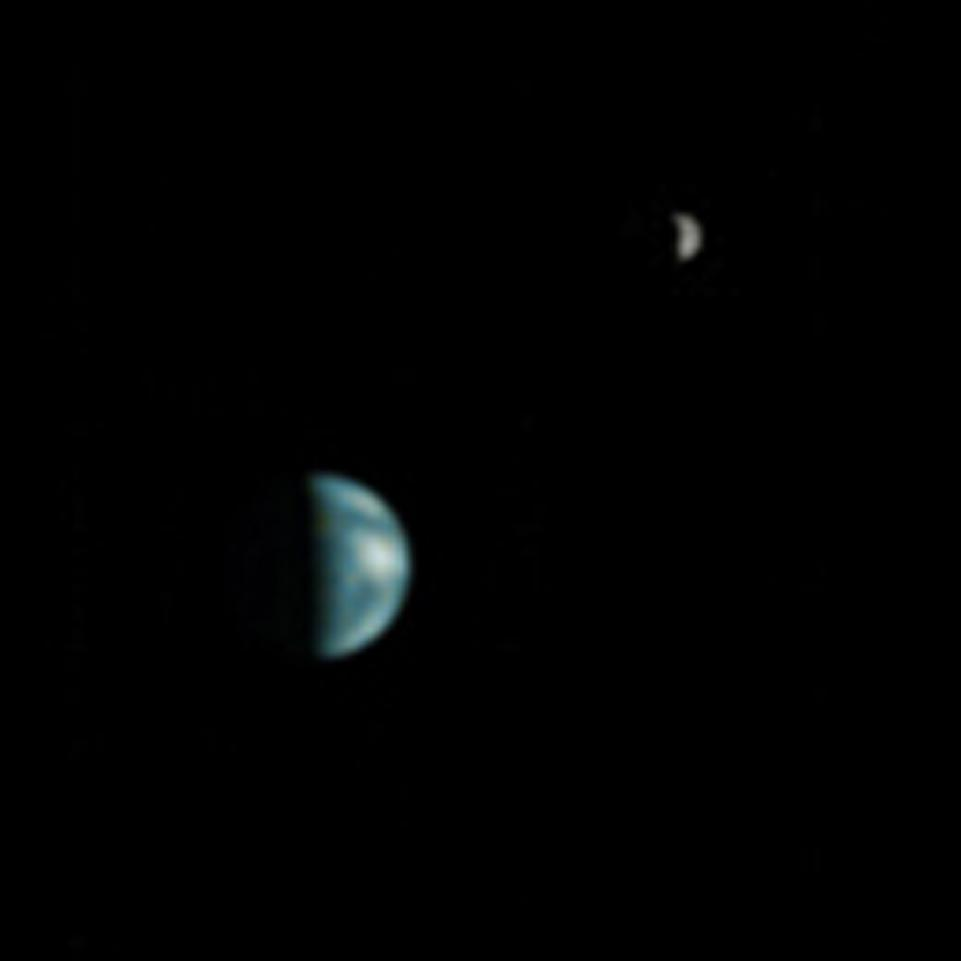
Terra e Lua vistas de Marte, fotografado pela Mars Global Surveyor.

O trânsito da Terra através do Sol visto de Marte acontece quando a Terra passa diretamente entre o Sol e Marte, obscurecendo uma pequena porção do Sol para um observador em Marte. Durante um trânsito, a Terra pode ser vista de Marte como um pequeno disco escuro se movendo ao longo da face do Sol. Um trânsito central pode durar mais de 10 horas, no entanto, um evento destes com tal duração é bastante raro (a última vez que aconteceu foi em 2277 AC, e o próximo será em 5003 DC). O trânsito ocorre a cada 26, 79 e 100 anos, no entanto a cada 1 000 anos um trânsito extra ocorre em 53 anos.

## Conjunções
Os trânsitos da Terra em Marte geralmente ocorrem em pares, com um seguindo-se ao outro após 79 anos; raramente, ocorrem três em seguida. Os trânsitos também perfazem um ciclo de 284 anos, ocorrendo a intervalos de 100,5; 79; 25,5; e 79 anos; um trânsito caindo em determinada data é geralmente seguido por outro trânsito 284 anos depois. Trânsitos que ocorrem quando Marte se encontra em seu nodo ascendente acontecem em maio, aqueles que coincidem com o nodo descendente ocorrem em novembro. Este ciclo corresponde de maneira bastante próxima a 151 órbitas de Marte, 284 órbitas da Terra, e 133 períodos sinódicos, e é análogo ao ciclo dos trânsitos de Vênus na Terra, que se completam em um ciclo de 243 anos (121,5; 8; 105,5; 8). Existem atualmente quatro destas atividades, contendo de 8 a 25 trânsitos. O próximo começará em 2394. O término da última série foi em 1211.

## Visto de Marte
Ninguém jamais viu um trânsito da Terra em Marte, mas o próximo ocorrerá em 10 de novembro de 2084, e poderia ser observado por futuros colonizadores de Marte. O último desses trânsitos ocorreu em 11 de maio de 1984.
Durante o evento, a Lua poderia quase sempre ser vista no trânsito, mas devido à distância entre a Terra e a Lua, às vezes um desses corpos completa o trânsito antes que o outro comece (o que ocorreu pela última vez no trânsito de 1800, e ocorrerá novamente em 2394).

## Visto da Terra
O trânsito da Terra em Marte corresponde a Marte sendo uniformemente iluminado de maneira perfeita em uma oposição da Terra, sua fase sendo 180,0° sem qualquer defeito de iluminação. Durante o evento de 1879, tal acontecimento permitiu que Charles Augustus Young tentasse uma medição cuidadosa do achatamento (compressão polar) de Marte. Ele obteve o valor de 1/219, ou 0,0046. O que é bastante próximo ao valor moderno de 1/154 (muitas fontes citarão valores um pouco diferentes, como 1/193, porque mesmo uma diferença de apenas um par de quilômetros nos valores do rádio polar e equatorial de Marte gera resultados consideravelmente diferentes).

## Na ficção científica
Uma curta estória de ficção científica publicada em 1971 por Sir Arthur C. Clarke, chamada "Trânsito da Terra", descreve um astronauta condenado em Marte observando um trânsito em 1984. Essa curta narrativa foi publicada originalmente na edição de janeiro de 1971 da revista Playboy.

## Datas dos trânsitos
| Trânsitos da Terra em Marte |
| --------------------------- |
| 10 de novembro de 1595      |
| 5 de maio de 1621           |
| 8 de maio de 1700           |
| 9 de novembro de 1800       |
| 12 de novembro de 1879      |
| 8 de maio de 1905           |
| 11 de maio de 1984          |
| 10 de novembro de 2084      |
| 15 de novembro de 2163      |
| 10 de maio de 2189          |
| 13 de maio de 2268          |
| 13 de novembro de 2368      |
| 10 de maio de 2394          |
| 17 de novembro de 2447      |
| 13 de maio de 2473          |
| Novembro de 2552            |
| Novembro de 2578            |

## Trânsitos parciais e trânsitos simultâneos
Às vezes a Terra passa apenas na borda do Sol. Nesse caso é possível que em algumas áreas de Marte um trânsito completo de Marte pode ser visto enquanto em outras regiões ocorre apenas um trânsito parcial (nenhum segundo ou terceiro contato). O último trânsito deste tipo ocorreu em 30 de abril de 1211, e o próximo ocorrerá em 27 de novembro de 4356. Também é possível que um trânsito da Terra possa ser visto em algumas partes de Marte como um trânsito parcial, enquanto em outras a Terra erra o Sol. Um trânsito desta natureza ocorreu pela última vez em 26 de outubro de 664, e o próximo trânsito deste tipo ocorrerá em 14 de dezembro de 5934.
A ocorrência simultânea de um trânsito de Vênus e um trânsito da Terra é extremamente rara, e o próximo ocorrerá no ano 571471.